# قطعنامه ۵۴۲ شورای امنیت
قطعنامه ۵۴۲ شورای امنیت سازمان ملل متحد که در تاریخ ۲۳ نوامبر ۱۹۸۳ تصویب شد، سندی بین‌المللی دربارهٔ لبنان است. این قطعنامه طی نشست ۲۵۰۱ام با ۱۵ موافق، ۰ مخالف و ۰ ممتنع تصویب شد.